# 克雷日莱莫
克雷日莱莫（法語：Crégy-lès-Meaux，法語發音：[kʁeʒi lɛ mo] ⓘ，意为“莫城附近的克雷日”）是法国法蘭西島大區塞纳-马恩省的一个市镇，属于莫城区。 

## 地理
克雷日莱莫（48°58'43"N, 2°52'42"E）面积3.64 平方千米，位于法国法蘭西島大區塞纳-马恩省，该省份为法国北部内陆省份，北起瓦兹省，西接埃松省、马恩河谷省、塞纳-圣但尼省和瓦兹河谷省，南至卢瓦雷省，东南接约讷省，东临马恩省和奥布省，东北接埃纳省。
与克雷日莱莫接壤的市镇（或旧市镇、城区）包括：绍科南-讷夫蒙捷、庞沙尔、尚布里、莫城。
克雷日莱莫的时区为UTC+01:00、UTC+02:00（夏令时）。

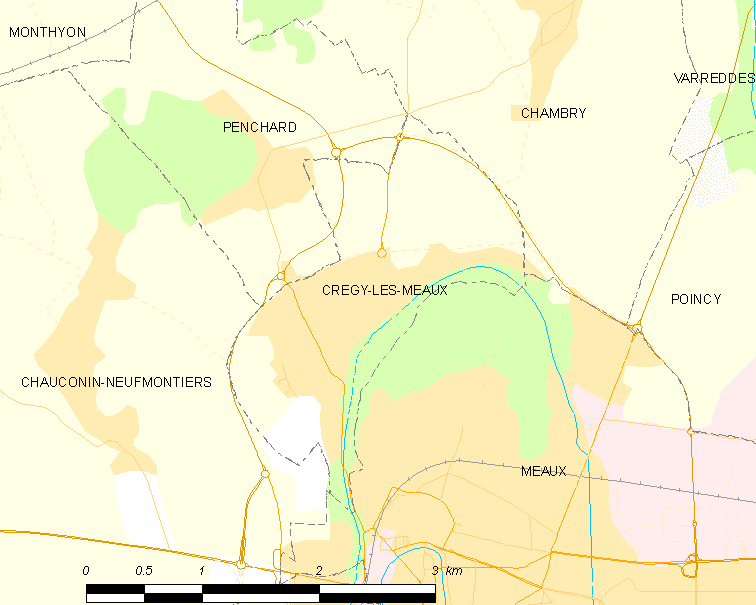
克雷日莱莫的OSM定位图

## 行政
克雷日莱莫的邮政编码为77124，INSEE市镇编码为77143。

## 政治
克雷日莱莫所属的省级选区为克莱-苏伊县。

## 人口

1962-2008年间克雷日莱莫人口变化图示

克雷日莱莫于2022年1月1日时的人口数量为5419人。